# ぽこよ POCOYO
『ぽこよ』（英:POCOYO）は、スペインの会社ジンキアが、イギリスの番組配信会社グラナダ・インターナショナルと共同で製作したCGアニメ作品である。

## 概要
好奇心いっぱいのぽこよと、動物たちとのやりとりを中心に描く。
お子様が普段の生活で体験する「愛情」「笑顔」「好奇心」「想像力」「発見」を勉強を意識せず、自然なかたちで学べる作品として、世界150カ国で放映された。
一話7分で、各シリーズ52話、全4シーズンで234話。2006年にアヌシー国際アニメーション映画祭のテレビ部門最優秀賞、英国アカデミー賞ベストプレスクールアニメーション賞他、多数の賞を受賞。YouTubeでは全世界視聴回数80億回を突破している。日本ではうち104話で2カ国語放送を実施。
2006年、BSのWOWOW開局15周年番組として同局にて放送された。しかしそれ以降日本では11年余放送されなかったが、2016年1月にBS12トゥエルビにて姉妹番組『ジェリージャム』が放送されたのを受け、2017年7月より帯番組として放送を開始、同月にジェリージャム公式アプリでの配信も実施された。
2017年10月からは地上波局で順次放送中。
日本語版のナレーターは工藤静香。

## 放送時間

### 地上波
TOKYO MX 第1チャンネル
土曜 8:00 - 8:10
2017年10月 -
テレビ大阪
金曜 8:00 - 8:15（2話連続）
2018年1月12日 -9月28日
テレビ北海道
日曜 11:00 - 11:20（2話連続）
2018年4月1日 - 4月15日
テレビせとうち
月曜　17:40 - 17:55
2018年4月2日 -

### ケーブルテレビ
イッツ・コム東京／神奈川
木曜　16:30 - 16:45

### 衛星放送系
WOWOW
火曜 - 木曜 8:30 - 8:38 ／ 17:30 - 17:38
2006年 - 2007年
BS12トゥエルビ
月曜 - 金曜 7:00 - 8:00
2017年7月 - 12月（『JELLY JAMM／ジェリージャム』帯番組）

## 登場キャラクター
ぽこよ(Pocoyo)
声 - 星野亜門
元気いっぱい、好奇心いっぱいな主人公の男の子。青い帽子と服を着ている。
名前はスペイン語で「小さなわたし」の意味。年齢は4歳で、誕生日は10月14日。
ぱと(Pato)
ぽこよの友達、あひるの男の子。体は黄色で、緑の帽子をかぶっている。名前はスペイン語で「あひる」の意味。
えりー(Elly)
象の女の子。体はピンクで、青いバックパックを背負っている。誕生日は5月4日。
るーら(Loula)
ぽこよのペットの雌犬。
すりーぴー(Sleepy Bird)
いつも寝ている青色の鳥。いつもぽこよ達に起こされる。
あかちゃんすりーぴー (Baby Bird)
すりーぴーの子。時々すりーぴーと一緒に寝ることがある。
にな (Nina)
女の子。緑の宇宙人の様な帽子と服を着ている。いつも小型ロボットを連れている。ぽこよに似ているが少し背が低め。
日本語吹き替え版として放送されたエピソードには未登場。

## 各話リスト

### 第1シリーズ
1. しーっ！
2. ぽこよのダンス
3. みんなでおんがく
4. かさってなあに？
5. ふしぎなカメラ
6. えりーへのプレゼント
7. おおきなくしゃみ
8. ふたりでしゃぼんだま
9. すりーぴーのたまご
10. ほうきでおそうじ
11. もしもし？
12. とってきて るーら！
13. ちいさなくも
14. レストランごっこ
15. がんばれぽこよ！
16. ぽこよはどこ？
17. たいこをたたこう
18. ぽこよグランプリ
19. さわっちゃダメ！
20. なぞのあしあと
21. ふしぎなじょうろ
22. きらきらおほしさま
23. しゃっくり
24. ぱとのゆうびんやさん
25. おもちゃのこいぬ
26. バットとボール
27. えりーのぼつぼつ
28. うちゅうたんけん
29. びっくりパーティー
30. ボールあそび
31. スーパーぽこよ
32. キャンプにいこう！
33. ふしぎなかぎ
34. ぱとはきれいずき
35. くじらさんのたんじょうび
36. えりーのだいぼうけん
37. おやすみなさい
38. おてだま
39. ちっちゃなおともだち
40. まねっこだあれ？
41. たのしいおえかき
42. おどるつみき
43. おともだちをかこう！
44. えりーのおにんぎょう
45. みんなわらって
46. ぽこよできるもん
47. まねっこぽこよ
48. はこのなかはなあに？
49. ぽこりんぴっく
50. いろんないろ
51. なかなおり
52. めでたしめでたし

### 第2シリーズ
1. (53) ぽこよのプレゼント
2. (54) めちゃくちゃくっつけマシン
3. (55) おおきなすべりだい
4. (56) えりーのバレエきょうしつ
5. (57) これなーんだ?
6. (58) ミスターおとな
7. (59) めいわくなおきゃくさま
8. (60) ぽこよのふうせん
9. (61) よんだのだあれ?
10. (62) みんなとうたおう
11. (63) ぱとはさかさま
12. (64) うちゅうからきたおともだち
13. (65) みんなはひとりのために
14. (66) えりーのハイヒール
15. (67) きえたばと
16. (68) ぶきみなおと
17. (69) ぽこよのごみもんだい
18. (70) ぽこよのやくそく
19. (71) めいたんていぽこよ
20. (72) だいすきキックスケーター
21. (73) うちゅうでまいご
22. (74) ばぁ！
23. (75) ぽこよのパーティー
24. (76) ぼくのぱと！
25. (77) こまったあかちゃんすりーぴー
26. (78) るーらをあらおう
27. (79) たねからおはな
28. (80) とんでいったぼうし
29. (81) とうめいにんげん ぽこよ
30. (82) おとあそび
31. (83) こもりってたいへん！
32. (84) すてきなプレゼント
33. (85) ぽこよのてじな
34. (86) ふしぎなピクニック
35. (87) ダンス ダンス ダンス！
36. (88) あたらしいおともだち
37. (89）
38. (90) かくれんぼ
39. (91) スーパー・シューズ！
40. (92) カメラだいすき！
41. (93) おこりんぼうの うちゅうじん
42. (94) ぱと うみへいく
43. (95) みんなのてんらんかい
44. (96) なぞのかいじゅう
45. (97) ぽこジラ
46. (98) えりーのアイス・スケート
47. (99) さよならゲーム
48. (100) ぱとがいっぱい
49. (101) おうまさん！
50. (102) ティー・パーティーのおさそい
51. (103) みんなのはっぴょうかい
52. (104) おもいでえいがさい